# Indywidualne Mistrzostwa Rosji na Żużlu 2011
Indywidualne Mistrzostwa Rosji na Żużlu 2011 – zawody żużlowe, mające na celu wyłonienie medalistów indywidualnych mistrzostw Rosji w sezonie 2011. W finale zwyciężył broniący tytułu Artiom Łaguta.

## Finał
- Władywostok, 16 października 2011

| Msc. | Zawodnik            | Klub                | Pkt |             |  |
| ---- | ------------------- | ------------------- | --- | ----------- |  |
| 1    | Artiom Łaguta       | Mega Łada Togliatti | 15  | (3,3,3,3,3) |  |
| 2    | Daniił Iwanow       | Mega Łada Togliatti | 13  | (3,3,3,1,3) |  |
| 3    | Roman Poważny       | Turbina Bałakowo    | 12  | (1,2,3,3,3) |  |
| 4    | Witalij Biełousow   | Mega Łada Togliatti | 10  | (d,2,3,2,3) |  |
| 5    | Oleg Biesczastnow   | Mega Łada Togliatti | 10  | (3,3,1,2,1) |  |
| 6    | Michaił Łysik       | Wostok Władywostok  | 10  | (3,1,2,2,2) |  |
| 7    | Wadim Tarasienko    | Wostok Władywostok  | 9   | (2,3,1,3,w) |  |
| 8    | Iwan Łysik          | Wostok Władywostok  | 9   | (2,2,1,2,2) |  |
| 9    | Ilja Czałow         | Turbina Bałakowo    | 7   | (u,2,2,3,0) |  |
| 10   | Andriej Kudriaszow  | Turbina Bałakowo    | 6   | (2,0,2,0,2) |  |
| 11   | Denis Nosow         | Turbina Bałakowo    | 6   | (1,1,2,1,1) |  |
| 12   | Aleksiej Guzajew    | SK Oktiabrskij      | 3   | (2,1,0,u,0) |  |
| 13   | Maksim Łobzenko     | Turbina Bałakowo    | 3   | (0,d,0,1,2) |  |
| 14   | Siergiej Agałcow    | Mega Łada Togliatti | 2   | (0,w,u,1,1) |  |
| 15   | Wiaczesław Kazaczuk | SK Oktiabrskij      | 2   | (1,0,0,0,1) |  |
| 16   | Daniił Litwinow     | Wostok Władywostok  | 1   | (0,1,1,0,0) |  |
| 17   | Aleksandr Syrjak    | Wostok Władywostok  | 0   | (0)         |  |

Bieg bo biegu:
1. A.Łaguta, I.Łysik, Czałow (u), Biełousow (d/2)
2. M.Łysik, Guzajew, Kazaczuk, Agałcow
3. Iwanow, Tarasienko, Poważny,Litwinow
4. Biezczastnow, Kudrjaszow, Nosow, Guzajew
5. Iwanow, Biełousow, Nosow, Syrjak (Agałcow 2/min)
6. Tarasienko, Czałow, Guzajew, Łobzenko (d)
7. Biezczastnow, I.Łysik, Litwinow, Kazaczuk
8. A.Łaguta, Poważny, M.Łysik, Kudrjaszow
9. Biełousow, Kudrjaszow, Litwinow, Guzajew
10. Poważny, Czałow, Biezczastnow, Agałcow (u)
11. Iwanow, M.Łysik, I.Łysik, Łobzenko
12. A.Łaguta, Nosow, Tarasienko, Kazaczuk
13. Poważny, Biełousow, Łobzenko, Kazaczuk
14. Czałow, M.Łysik, Nosow, Litwinow
15. Tarasienko, I.Łysik, Agałcow, Kudrjaszow
16. A.Łaguta, Biezczastnow, Iwanow, Guzajew (u)
17. Biełousow, M.Łysik, Biezczastnow, Tarasienko (w/u)
18. Iwanow, Kudrjaszow, Kazaczuk, Czałow
19. Poważny, I.Łysik, Nosow, Guzajew
20. A.Łaguta, Łobzenko, Agałcow, Litwinow